# Kriegerdenkmal 1870/71 (Aspisheim)

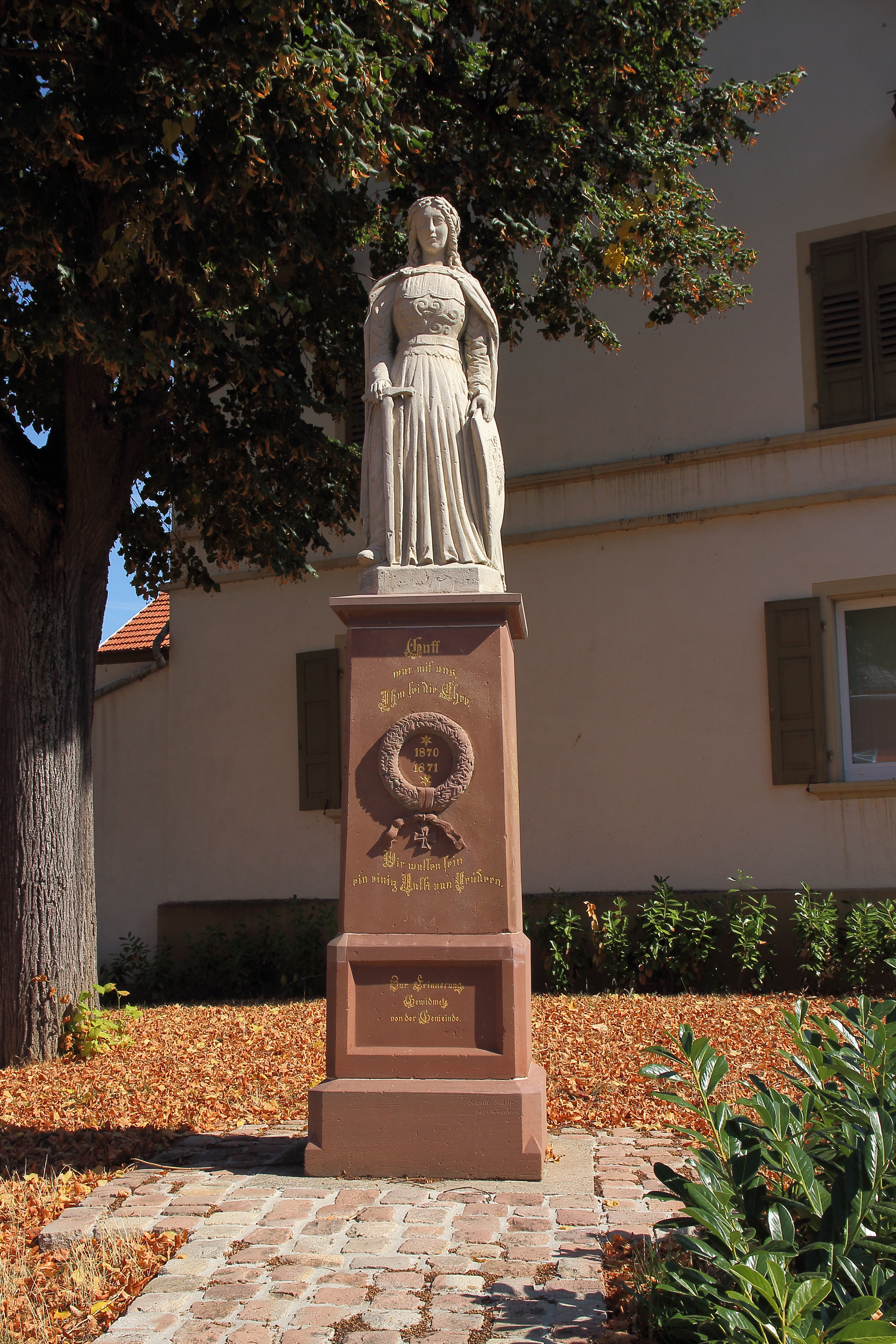
Kriegerdenkmal 1870/71 in Aspisheim

Das Kriegerdenkmal 1870/71 in Aspisheim, einer Ortsgemeinde im Landkreis Mainz-Bingen in Rheinland-Pfalz, wurde 1875 errichtet. Das Kriegerdenkmal am Germaniaplatz ist ein geschütztes Kulturdenkmal.
Das Kriegerdenkmal wurde am 13. Juni 1875 unter der Leitung des ehemaligen Kriegervereins Aspisheim zur Erinnerung an den deutsch-französischen Krieg von 1870/71 aufgestellt. Es stammt aus der Werkstatt der Steinmetze Schmitt & Söhne aus Geisenheim, wie es auf dem Sockel steht.
An der Vorderseite ist ein Lorbeerkranz mit dem Eisernen Kreuz und folgende Inschrift zu sehen: „Gott war mit uns, ihm sei die Ehre. 1870 1871 Wir wollen sein ein einig Volk von Brüdern. Zur Erinnerung gewidmet von der Gemeinde.“
An den anderen Seiten des Sockels sind die Namen der Kriegsteilnehmer eingemeißelt.